# رودنیک (منطقه تروتنوف)
رودنیک (به چکی: Rudník) یک منطقهٔ مسکونی در جمهوری چک است که در منطقه تروتنوف واقع شده‌است. رودنیک ۲٬۲۲۲ نفر جمعیت دارد.